# 다케다 히로유키
다케다 히로유키(일본어: 武田 博行, 1983년 11월 30일 ~ )는 일본의 전 축구 선수이다.

## 구단 경력
그는 2002년부터 2018년까지 J리그의 미토 홀리호크, 도치기 SC, 기라반츠 기타큐슈, 세레소 오사카, 도쿄 베르디에서 활동하였다.